# Хулио, Андерсон
Андерсон Андрес Хулио Сантос (исп. Anderson Andrés Julio Santos; род. 31 мая 1998 или 31 мая 1996, Pimampiro, Имбабура) — эквадорский футболист, нападающий клуба «Реал Солт-Лейк» и сборной Эквадора.

## Клубная карьера
Хулио — воспитанник клубов «Валье дель Чота» и ЛДУ Кито. 17 декабря 2015 года в матче против «Эмелека» он дебютировал в эквадорской Примере в составе последнего. 20 октября 2016 года в поединке против гуаякильской «Барселоны» Андерсон забил свой первый гол за ЛДУ Кито. 23 августа 2018 года в матче Южноамериканского кубка против колумбийского «Депортиво Кали» он забил гол. В том же году игрок помог команде выиграть чемпионат. 9 мая 2019 года в поединке Кубка Либертадорес против боливийского «Сан-Хосе» он Хулио сделал хет-трик. В том же году он помог клубу завоевать Кубок Эквадора.
В начале 2020 года Хулио перешёл в мексиканский «Атлетико Сан-Луис». 27 января в матче против «Некаксы» он дебютировал в Лиге MX. 
В начале 2021 года Хулио на правах аренды перешёл в американский «Реал Солт-Лейк» на правах аренды. 25 апреля в матче против «Миннесота Юнайтед» он дебютировал в MLS. В этом же поединке Андерсон сделал «дубль», забив свои первые голы за «Реал Солт-Лейк». По окончании аренды клуб Хулио подписал полноценный контракт на 3 года.  

## Международная карьера
21 июня 2023 года в товарищеском матче против сборной Коста-Рики Хулио дебютировал за сборную Эквадора.  

## Достижения
Клубные
 ЛДУ Кито
- Победитель эквадорской Серии A — 2018
- Обладатель Кубка Эквадора — 2019